# (186) Celuta
(186) Celuta es un asteroide perteneciente al cinturón de asteroides descubierto por Prosper Mathieu Henry el 6 de abril de 1878 desde el observatorio de París, Francia. Está nombrado por Celuta, un personaje de la novela René del escritor francés François-René de Chateaubriand (1768-1848).

## Características orbitales
Celuta orbita a una distancia media del Sol de 2,362 ua, pudiendo alejarse hasta 2,716 ua y acercarse hasta 2,008 ua. Su excentricidad es 0,1497 y la inclinación orbital 13,17°. Emplea 1326 días en completar una órbita alrededor del Sol.